# George Whitaker
George Whitaker (* 25. August 1864 in London; † 23. August 1937 in Brighton and Hove) war ein britischer Sportschütze.

## Erfolge
George Whitaker nahm an drei Olympischen Spielen im Trap teil. Bei den Olympischen Spielen 1908 in London belegte er im Einzel den elften Platz, während er im Mannschaftswettbewerb gemeinsam mit George Skinner, John Butt, William Morris, Henry Creasey und Robert Hutton die Bronzemedaille hinter der ersten britischen Mannschaft und den Kanadiern gewann. Whitacker war dabei mit 70 Punkten der beste Schütze der Mannschaft. 1912 kam er in Stockholm im Einzel nicht über den 33. Platz hinaus, sicherte sich aber mit der Mannschaft eine weitere Medaille. Die Briten hielten mit 511 Punkten die deutsche Mannschaft um einen Punkt auf Abstand und sicherten sich hinter der US-amerikanischen Mannschaft (532 Punkte) die Silbermedaille. Whitaker war dieses Mal mit 84 Punkten viertbester Schütze der Mannschaft, zu der außerdem Alexander Maunder, William Grosvenor, Harold Humby, Charles Palmer und John Butt gehörten. 1920 in Antwerpen verpasste er mit der Mannschaft als Vierter einen erneuten Medaillengewinn. Das Einzel beendete er auf Rang zwölf.